# SANZAAR
La SANZAAR (South Africa New Zealand Australia and Argentina Rugby) est un consortium qui possède les droits du Super Rugby et du Rugby Championship.

## Historique
Elle est fondée en 1996 lors du passage au professionnalisme, sous le nom de SANZAR, regroupant alors les fédérations de rugby à XV d'Afrique du Sud, de Nouvelle-Zélande, d'Australie. Dans le cadre de la saison 2016, elle est renommée SANZAAR à la suite de l'intégration de l'Argentine en tant que membre à part entière.

## Identité visuelle

Évolution du logo
Logo de 1996 à 2015.
Logo de 2016 à 2023.
Logo depuis 2023.

## Fédérations membres
- Afrique du Sud : South African Rugby Union
- Nouvelle-Zélande : New Zealand Rugby
- Australie : Australian Rugby Union
- Argentine : Unión Argentina de Rugby